# Incidente della fazione Kapsan
L'incidente della fazione Kapsan (갑산파?, 甲山派?, gapsan paLR, kapsan p'aMR) è stato un tentativo fallito di destituire il leader della Corea del Nord Kim Il-sung nel 1967 da parte della "fazione Kapsan", un gruppo di veterani del movimento indipendentista coreano degli anni trenta e quaranta ed inizialmente vicino a Kim Il-sung. Sulla scia della seconda Conferenza del Partito del Lavoro di Corea nel 1966, la fazione cercò di introdurre nuove riforme economiche, contrastare il culto della personalità di Kim Il-sung e nominare Pak Kum-chol come suo successore.
Kim Il-sung attaccò la fazione in una serie di discorsi tenuti alle riunioni del partito, chiese l'introduzione del "sistema ideologico monolitico" incentrato sulla sua personalità e radunò i membri del partito contro la fazione Kapsan. Nell'aprile del 1967, gli oppositori furono espulsi dal PLC ed esiliati o mandati in prigione. Pak Kum-chol si suicidò (o venne giustiziato) e anche altri membri chiave della fazione Kapsan persero la vita. Kim Il-sung fece redigere al fratello Kim Yong-ju i Dieci principi per l'istituzione di un sistema ideologico monolitico che aumentarono il potere e l'influenza di Kim Il-sung.
Il figlio Kim Jong-il prese parte alle epurazioni e divenne direttore del Dipartimento della propaganda e dell'agitazione del partito.

## Storia

### Contesto

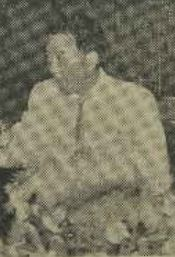
Pak Kum-chol.

La fazione di Kapsan prende il nome dalla regione omonima nella provincia dell'Hamgyŏng Meridionale (l'attuale provincia di Ryanggang), sede del clandestino Comitato delle Operazioni di Kapsan attivo nella lotta anti-giapponese. Il Comitato fornì supporto logistico alla guerriglia condotta da Kim Il-sung e dopo la liberazione della Corea, furono annoverati tra i ranghi della fazione "guerriglia" di Kim all'interno del Partito del Lavoro della Corea del Nord (dal 1949, Partito del Lavoro di Corea). Inizialmente, la fazione Kapsan era così legata alla fazione guerriglia che quest'ultima veniva chiamata anche "Kapsan". Gradualmente, la fazione Kapsan iniziò ad essere vista come distinta dal resto della fazione guerriglia a causa delle differenze politiche.
Negli anni cinquanta, Kim Il-sung aveva estromesso altre fazioni del partito in una serie di purghe, in particolare dopo l'incidente della fazione d'agosto del 1956, ma la fazione Kapsan continuò ad esistere. All'indomani della seconda Conferenza del PLC nel 1966, la fazione Kapsan iniziò a esporre le proprie lamentele.
La fazione ha proposto politiche economiche in disaccordo con il modello economico di Kim Il-sung. Erano contrari in particolare alla linea del Byungjin (a doppio binario) di Kim riguardante lo sviluppo simultaneo dell'economia e dell'esercito, favorendo però l'economia nazionale rispetto alle necessità difensive. La fazione Kapsan preferiva l'industria leggera a quella pesante per incanalare i fondi lontano dai militari e migliorare il tenore di vita dei cittadini. La fazione chiese anche che il PLC affidasse la pianificazione economica ad esperti di economia, scienza e ingegneria. Sostenevano anche l'adozione di una cartamoneta provvisoria per dare incentivi materiali ai lavoratori.
La questione principale, tuttavia, era la questione di chi sarebbe stato il degno successore di Kim Il-sung alla guida del Paese. Kim propose suo fratello minore Kim Yong-ju come probabile successore, ma venne ritenuto inadatto soprattutto perché non aveva preso parte alla lotta contro i giapponesi, come avevano fatto invece i membri delle fazioni Kapsan e guerriglia. La scelta di Kim Yong-ju fu quindi criticata dal leader Kapsan Pak Kum-chol, che era riuscito a diventare il vice primo ministro dello Stato ed il quarto membro più importante del partito. Pak era inoltre infastidito dal culto della personalità di Kim Il-sung e dal modo in cui quest'ultimo trascurasse le esperienze di persone come lui che si erano sacrificate molto per il paese durante la liberazione. Pak riunì intorno a sé molti sostenitori influenti, incluso Yi Hyo-sun, Kim To-man, Pak Yong-guk, Ho Sok-son, Ko Hyok, Ha Ang-chon, e Rim Chun-chu.
La fazione Kapsan cercò di proporre Pak Kum-chol come successore di Kim Il-sung, e per cercare di ottenere la fiducia di Kim, lo aiutarono ad eliminare Kim Chang-nam, un importante teorico politico. I membri della fazione iniziarono a esaltare le parole di Pak definendole come "insegnamenti" alla pari di quelli di Kim Il-sung. Le memorie dei membri della fazione Kapsan originale iniziarono ad essere pubblicate dall'inizio degli anni sessanta, a partire da Pak Tal nel 1963 e seguito nel 1964 da Yi Je-sun, fratello di Yi Hyo-sun, nel 1964. Un album fotografico del 1964 aveva i ritratti di Pak Tal e Pak Kum-chol stampati accanto a quelli di Kim Il-sung. Quando morì Choe Chae-ryon, la moglie di Pak Kum-chol, il direttore del dipartimento di propaganda e agitazione Kim To-man produsse l'opera Un atto di sincerità - descritto variamente come un film o una rappresentazione teatrale- che raffigurava la devozione di Choe al marito. Kim Il-sung non approvò il libro e affermò che mostrava una lealtà fuori luogo. Kim To-man fece ricostruire anche il luogo di nascita di Pak e fu realizzata anche una sua biografia non autorizzata, mentre fu trascurata la diffusione del materiale di propaganda su Kim Il-sung. Queste azioni furono percepite come atti di estrema slealtà nei confronti di Kim Il-sung.
Pak fu presto condannato da Choi Yong-kun, presidente del Comitato permanente dell'Assemblea popolare suprema, per aver fatto proliferare "idee confuciane e feudali ". Pak fu accusato di non sostenere la linea militare del partito; e ridicolizzò apertamente lo slogan di Kim Il-sung "uno contro cento" concludendo che una sua interpretazione letterale non poteva essere veritiera. I piani di produzione di cui era responsabile, si diceva non furono rispettati. Pak fu accusato di promuovere i vecchi membri del Comitato Operativo Kapsan in cariche importanti. La fazione fu accusata di essere familista e regionalista. L'alleato di Pak, Yi Hyo-sun, direttore dell'Ufficio generale degli affari sudcoreani, fu accusato dei fallimenti di operazioni segrete in Corea del Sud. Inoltre, si diceva che il suo subordinato Rim Chun-chu avesse trascurato le operazioni sudcoreane per concentrarsi sulla pubblicazione di un romanzo. Si diceva anche che i faziosi fossero "revisionisti" e avessero costretto le persone a leggere la letteratura "feudale" dal tempo della dinastia Joseon. Queste azioni, senza l'approvazione di Kim Il-sung, furono viste come gravi atti di indebolimento del suo culto della personalità e della sua autorità. Inoltre, la fazione era vista come filo-cinese contraria alla linea filo-sovietica di Kim.

### Incidente
Kim Il-sung percepiva le idee e le azioni della fazione Kapsan come minacce esistenziali al suo governo e allo stato. Nel marzo 1967, Kim avvertì i membri della fazione Kapsan in un discorso Sul miglioramento del lavoro del partito e sull'attuazione delle decisioni della Conferenza del partito e accusò loro di praticare "l'eroismo individuale". La soluzione di Kim al problema fu la creazione di un "sistema ideologico monolitico" che avrebbe riunito il partito intorno a lui. Kim avvertì gli altri funzionari del partito di non schierarsi con i faziosi. I membri della fazione ignorarono i suoi avvertimenti e mantennero il loro corso. Kim ottenne il consenso dai suoi fedeli membri del partito in una riunione segreta per rimuovere la fazione Kapsan. Ne seguì un'ampia epurazione sia dei membri effettivi sia di quelli presunti. Al quindicesimo plenum del quarto Comitato centrale del PLC, dal 4 all'8 aprile 1967, Kim fece espellere formalmente dal partito più di 100 membri della fazione Kapsan. Pak Kum-chol fu inviato a lavorare in una fabbrica in campagna e nel maggio 1967 si suicidò o venne probabilmente giustiziato. Altri furono accusati di crimini e scomparvero dal pubblico o furono mandati in campi di prigionia. Yi Hyo-sun, Kim To-man, Pak Yong-guk e Ho Sok-son furono direttamente condannati a morte.
Il 25 maggio 1967, Kim tenne un discorso ai funzionari ideologici del partito Sui compiti immediati nella direzione del lavoro di propaganda del partito. Il discorso divenne noto come "Insegnamento del 25 maggio" e sarebbe diventato uno strumento politico per i sostenitori di Kim per esporre gli elementi faziosi nel partito. Il suo impatto fu così profondo che Song Hye-rang, cognata di Kim Jong-il, definì il 25 maggio come "il giorno in cui tutto cambiò" in Corea del Nord. Il ricercatore Fëdor Tertickij lo paragonò all'importanza del 18 dicembre 1865 (abolizione della schiavitù) per la storia statunitense, il 24 marzo 1933 (Decreto dei pieni poteri) per la storia tedesca, o del 20 febbraio 1956 ("discorso segreto" di Nikita Chruščëv) per la storia sovietica. Nonostante l'importanza del discorso, non è mai stato reso pubblico e l'accesso è limitato ai membri del PLC. Una laconica menzione del discorso è data dal Korean Central Yearbook del 1968:
Fino all'era di Kim Jong-il, il discorso non è stato né menzionato per nome né citato. A volte viene confuso con un altro discorso che ha la stessa data ed è ampiamente disponibile chiamato Sul problema della transizione dal capitalismo al socialismo e della dittatura del proletariato. Per quanto riguarda il discorso dell' "insegnamento" del 25 maggio, il suo contenuto può essere accuratamente dedotto dal seguente estratto di una biografia ufficiale del 2008 di Kim Il-sung e ripreso da Tertickij:
The Great Leader divided the followers of the bourgeois and revisionist elements into several categories and set up the guideline that since we had failed to properly establish monolithic ideological system of the Party and the revolutionary worldview, those who had thought that everything had commanded by the leadership was right and had been blindly following [the factionalists] must be thoroughly educated and those who were wavering ideologically and had been dancing to their fiddle should be reformed through ideological struggle.
The Great Leader instructed all the cadres and the Party members to learn well about the nature and the harmful consequences of the bourgeois and revisionist elements' criminal activity and their cunning tricks, and to fully understand the necessity, nature, assignments and methods of implementation of the monolithic ideological system of the Party.»
Il Grande Leader divise i seguaci degli elementi borghesi e revisionisti in diverse categorie e pose una linea guida secondo la quale, dal momento che non eravamo riusciti ad istituire un sistema ideologico monolitico del Partito e della visione rivoluzionaria del mondo, coloro che avevano ritenuto giusta qualsiasi cosa ordinata dalla leadership e che avevano seguito ciecamente [i faziosi] avrebbero dovuto essere completamente educati e coloro che vacillavano ideologicamente e avevano ballato al suono del loro violino avrebbero dovuto essere riformati attraverso la lotta ideologica.
Il Grande Leader indicò a tutti i quadri e ai membri del Partito di studiare meglio la natura e le dannose conseguenze dell'attività criminale degli elementi borghesi e revisionisti e i loro trucchetti astuti, e di capire nella sua interezza la necessità, la natura, gli incarichi e le modalità di attuazione del sistema ideologico monolitico del Partito.»
Secondo Tertickij, la data della scelta di Kim Jong-il coincide con quella del discorso. In effetti, Kim Jong-il prese parte alle indagini sulla fazione grazie alla delega conferitagli da Kim Il-sung. Kim Jong-il aveva solo 26 anni all'epoca ed era il primo incarico ufficiale che gli era stato affidato da suo padre. Quando Kim Jong-il tenne un discorso al plenum, fu il primo come figura d'autorità. Il nome di Kim Jong-il iniziò ad essere menzionato nei documenti pubblici, indicando che era già sulla buona strada per diventare l'erede apparente di Kim Il-sung. Sei mesi dopo l'epurazione, in una riunione non programmata del partito, Kim Il-sung chiese la lealtà nell'industria cinematografica che lo aveva tradito con il film An Act of Sincerity. Lo stesso Kim Jong-il annunciò di essere all'altezza del compito ed iniziò così iniziato la sua influente carriera nel cinema nordcoreano. Kim Jong-il lasciò in seguito il Dipartimento dell'organizzazione e della guida e prese il controllo del Dipartimento della propaganda e e dell'agitazione. appoggiò la creazione di un sistema ideologico monolitico incentrato esclusivamente su suo padre, e convocò vari registi in una conferenza di un mese per riorientare l'industria cinematografica del paese ripulendola dal "veleno" della fazione Kapsan. Nel 1969, le purghe cessarono.

## Conseguenze

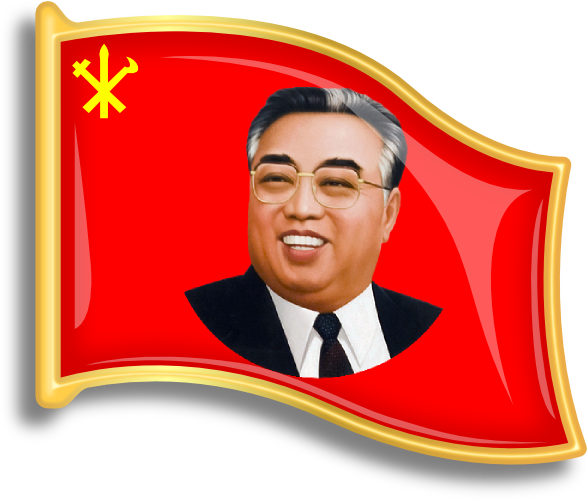
Un moderno distintivo di Kim Il-sung

L'incidente della fazione Kapsan è stato, nelle parole dello studioso Lim Jae-cheon, "uno spartiacque nella politica nordcoreana", ed ha rappresentato l'ultima sfida credibile alla posizione di Kim Il-sung. Una volta rimossa la fazione, il potere di Kim Il-sung si era rafforzato e il suo culto della personalità era stato intensificato. Ciò che seguì fu un aumento della propaganda simile a quello in Cina durante la Rivoluzione Culturale. Furono introdotte le spille di Kim Il-sung e divenne obbligatorio citare Kim nelle riunioni pubbliche. Tutti i libri pubblicati fino a quel momento furono controllati per verificarne la correttezza e molti volumi furono bruciati. Subito dopo l'incidente, Kim Yong-ju, fratello di Kim Il-sung, codificò la sua regola negli influenti Dieci principi per l'istituzione di un sistema ideologico monolitico, annunciati in pubblico da Kim Il-sung in un discorso tenuto presso l'Assemblea popolare suprema il 16 dicembre 1967 intitolato Incarniamo lo spirito rivoluzionario di indipendenza, autosufficienza e autodifesa nel modo più completo in tutti i rami dell'attività statale. Dopo l'incidente, la parola coreana per "leader" suryong, che era stata usata per i leader di qualsiasi gruppo, o per Lenin o Stalin, iniziò ad essere attribuita esclusivamente a Kim Il-sung.
Il discorso di Kim Il-sung del 25 maggio 1957 ebbe l'effetto di stabilire in Corea del Nord una propria posizione teorica distinta da quella della Cina o dell'Unione Sovietica, garantendogli l'indipendenza politica dalle due grandi potenze socialiste. La sua ideologia politica del Juche iniziò a guadagnare gradualmente slancio, e la dottrina economica del Byungjin prese piede, anche se in realtà significava privilegiare l'esercito sull'economia. Dopo la sostituzione del personale, anche la politica della Corea del Nord nei confronti della Corea del Sud divenne più dura.
Con la caduta della fazione Kapsan, Kim Il-sung divenne il fulcro della storiografia nordcoreana: il suo ruolo durante la liberazione fu accentuato, mentre le esperienze di altri guerriglieri non furono più menzionate pubblicamente. Ad esempio, Kim Jong-il fece rimuovere le memorie di guerra dei cospiratori da una popolare raccolta chiamata Reminiscenze delle guerriglie anti-giapponesi. Lo stesso Kim Jong-il fu spinto al centro della vita politica insieme a suo padre. Il culto della personalità iniziò ad espandersi anche su altri membri della famiglia Kim. La prima figura a cui il culto fu esteso era sua madre, Kang Pan-sok. Nel luglio 1967 fu pubblicata la canzone Madre della Corea che la elogiava e il Rodong Sinmun pubblicò articoli che la lodavano. A settembre fu attuata anche una campagna per emulare Kang nell'Unione delle donne democratiche coreane. Nel 1968, il Culto della personalità in Corea del Nord raggiunse il suo apice.
Nell'ambito familiare, Kim Il-sung era riluttante a permettere a sua figlia Kim Kyong-hui di sposare Chang Sung-taek, figlio di una famiglia con tradizioni rivoluzionarie ma le cui credenziali non erano più viste come un vantaggio. La coppia si sposò nel 1972, ma il passato di Jang non poteva essere discusso pubblicamente. Fu attraverso Jang che l'eredità dell'incidente della fazione Kapsan si trasferì all'era di Kim Jong-un e nel 2013 fece epurare e giustiziare Jang. Kim Jong-un, come suo nonno, chiamò la sua politica economico-militare Byungjin, e i Dieci Principi per l'istituzione di un sistema ideologico monolitico furono aggiornati per fare riferimento a Kim Jong-un. Stephan Haggard affermò che mentre "la linea byungjin di Kim Jong-un non è esattamente quella di Kim Il-sung e Chang Song-taek non apparteneva alla fazione di Kapsan [...] le dinamiche sottostanti sembrano in qualche modo simili: le sfide al sistema leaderista sono affrontate non solo con epurazioni ma con importanti giustificazioni ideologiche per l'unità e l'obbedienza".